# Brtvljenje vakuuma
Brtvljenje vakuuma ili vakuumsko brtvljenje ima za cilj brtvljenje spojeva uređaja i instalacija u kojima vlada vakuum jest da se spriječi štetno prodiranje zraka u njih. Za brtvljenje vakuuma do oko 98% mogu se upotrijebiti brtvila koja se upotrebljavaju i za brtvljenje pri tlakovima koja se upotrebljavaju i za brtvljenje pri tlakovima iznad atmosferskog, ako su ostali uvjeti jednaki. Pri tome dolaze u obzir plosnate i posebno profilirane brtve od elastičnih materijala (meka brtva). Najveće opterećenje gumenih profiliranih brtava za spojeve izložene djelovanju vakuuma, koji se često rastavljaju, ne treba prelaziti 2,5 N/mm2, dok se inače dopušta 4 N/mm2, zavisno od kakvoće gume. Jedan od načina brtvljenja pri još nižim tlakovima je pomoću brtvene tekućine.

## Brtvljenje spojeva pokretljivih dijelova fluidima
Brtvljenje spojeva pokretljivih dijelova fluidima ima dosta sličnosti s bezdodirnim brtvljenjem, od kojeg se razlikuje samo time što brtveni fluid nije sam medij koji se brtvi, već neki drugi. Njegova je glavna prednost što praktički postiže potpunu nepropusnost spoja. Za brtvljenje fluidima najviše služe tekućine, a rjeđe plinovi. Prema nastajanju brtvenog tlaka u brtvenim tekućinama razlikuje se samostalno brtvljenje i brtvljenje dovođenjem tekućine pod tlakom. 
Pri samostalnom brtvljenju tekućina potrebni brtveni tlak nastaje pod utjecajem centrifugalne sile dijelova koji se gibaju (na primjer rotora). Zbog toga ovo brtvljenje dolazi u obzir za primjenu tamo gdje samo jedan dio spoja se vrti. Prema pretpostavkama rotacijskog gibanja i hidraulike, za izračunavanje razlike tlakova Δp koja pri tome može biti zabrtvena stupcem tekućine s visinom h, treba primijeniti izraz:
{\displaystyle \Delta p=(p_{1}-p_{2})\cdot {\frac {d_{v}^{2}-d_{u}^{2}}{8\cdot g}}\cdot \gamma \cdot \omega ^{2}}
gdje je: g - ubrzanje zemljine sile teže, γ - specifična težina brtvene tekućine, ω - kutna brzina vrtnje, p1 - tlak fluida čije istjecanje treba spriječiti, p2 - tlak brtvene tekućine, du - unutarnji promjer fluida čije istjecanje treba spriječiti, dv - vanjski promjer fluida čije istjecanje treba spriječiti. Kad su površine rotora glatke, a sloj brtvene tekućine tanak, umjesto ω u gornji izraz treba staviti ω' = ω/2. Prednost ovog načina brtvljenja je u tome što nema gubitaka brtvene tekućine. 
Pri brtvljenju fluidima koji se dovode izvana, njihov tlak mora biti veći i od tlaka fluida čije se protjecanje među brtvenim površinama želi spriječiti, i od atmosferskog tlaka. Pri tome među brtvenim površinama umjesto fluida protječe brtvena tekućina, što je povezano s gubitcima. Taj se nedostatak može ublažiti smanjivanjem zračnosti među brtvenim površinama i upotrebom gušćih brtvenih tekućina. Međutim, ovaj način brtvljenja ne primjenjuje se sam, nego kao dodatna mjera u nekim slučajevima brtvljenja brtvenicama, a brtvilo ujedno smanjuje gubitke brtvene tekućine.